# 美人百花
『美人百花』（びじんひゃっか）は、角川春樹事務所が発行していたファッション雑誌。月刊誌。2005年10月創刊。2025年8月休刊。

## 沿革
2005年の5月号と8月号はBLENDAの増刊として発行され（5月号は『美人画報』というタイトルである）、10月号より月刊誌として創刊された。2006年3月号以降は隔月刊となるが、2011年4月号より再び月刊誌となった。2016年6月号で創刊100号を迎えた。2025年8月8日発売の9月号をもって休刊。